# 17 août dans les chemins de fer
17 juillet 17 septembre
Chronologies thématiques
- Croisades
- Sports
- Disney

Cette page concerne les événements qui se sont déroulés un 17 août dans les chemins de fer.

## Événements

### XIXesiècle
- 1849. Inde : en vertu d'une loi, les compagnies ferroviaires britanniques peuvent désormais obtenir des terrains gratuitement sur le sol indien pour la construction de lignes de chemin de fer.
- 1855. États-Unis, Californie : Inauguration de la ligne Sacramento-Folsom. Premier chemin de fer construit sur la côte ouest des États-Unis. (Sacramento Valley rail Road company.

### XXesiècle
- 1902. France : ouverture de la ligne Rostrenen - Loudéac sur le Réseau breton.
- 1908. France : Inauguration et mise en service des gares de Metz-Ville, Metz-Chambière et Metz-Nord.
- 2000. Suisse : accord entre les CFF et le BLS, sous la tutelle respectivement de la Confédération suisse et du Canton de Berne, les premiers se réservant le trafic national et le second le trafic local autour de Berne.